# Marielle Jaffe
Pour les articles homonymes, voir Jaffe.
Jaclyn Marielle Jaffe, plus connue sous le nom de Marielle Jaffe, est un mannequin et actrice américaine née le 23 juin 1989 à Valencia, en Californie, États-Unis.
Elle est surtout connue pour avoir joué le rôle d'Olivia Morris dans le film d'horreur Scream 4  de Wes Craven et pour avoir joué le rôle récurrent de Clementine dans la cinquième saison de La Vie secrète d'une ado ordinaire.

## Biographie et début de carrière
Marielle est née le 23 juin 1989 à Los Angeles, plus précisément à Valencia et y a passé la majeure partie de son enfance. Elle est la fille de Stephen Jaffe, un avocat, et de Susan Jaffe qui est mère au foyer. La famille s'agrandit plus tard avec le petit frère de Marielle, Jordan Jaffe. Elle fait ses études au lycée Valencia High School dans lequel elle fait partie du club d'art dramatique et de l'écriture du journal de l'établissement et en ressort diplômée en 2007. Elle poursuit ses études à l'Université de Californie du Sud ou elle étudie le théâtre puis obtient son diplôme en 2011.

Elle débute tout d'abord sa carrière à un très jeune âge en apparaissant dans des petites productions de théâtres locaux. en devenant top model. Marielle Jaffe commence à se faire remarquer en jouant peu après dans des publicités pour de célèbres marques, dont Axe, Reebok et enfin Aviator Nation, et fait son premiers pas d'actrice en tant que figurante dans le film Percy Jackson : Le Voleur de foudre, un film mêlant aventure et fantastique sorti le 10 février 2010 dans les salles françaises. Le film est un petit carton au box-office, mais ne lui permet pas de se faire réellement remarquer dans le milieu du cinéma. En tant que mannequin, elle pose pour Caesar Lima et prend les mêmes poses que Brigitte Bardot dans le cadre du shooting photo. Puis elle tourne dans un épisode de la série télévisée 10 Things I Hate About You et elle joue dans le téléfilm dramatique / thriller Prise au piège, diffusé aux États-Unis en 2010. En France, il est diffusé le 7 juillet 2012 sur TF1. Elle présente la même année trois épisodes de Girls Gone Wild pour la campagne de promotion diffusée sur MTV.

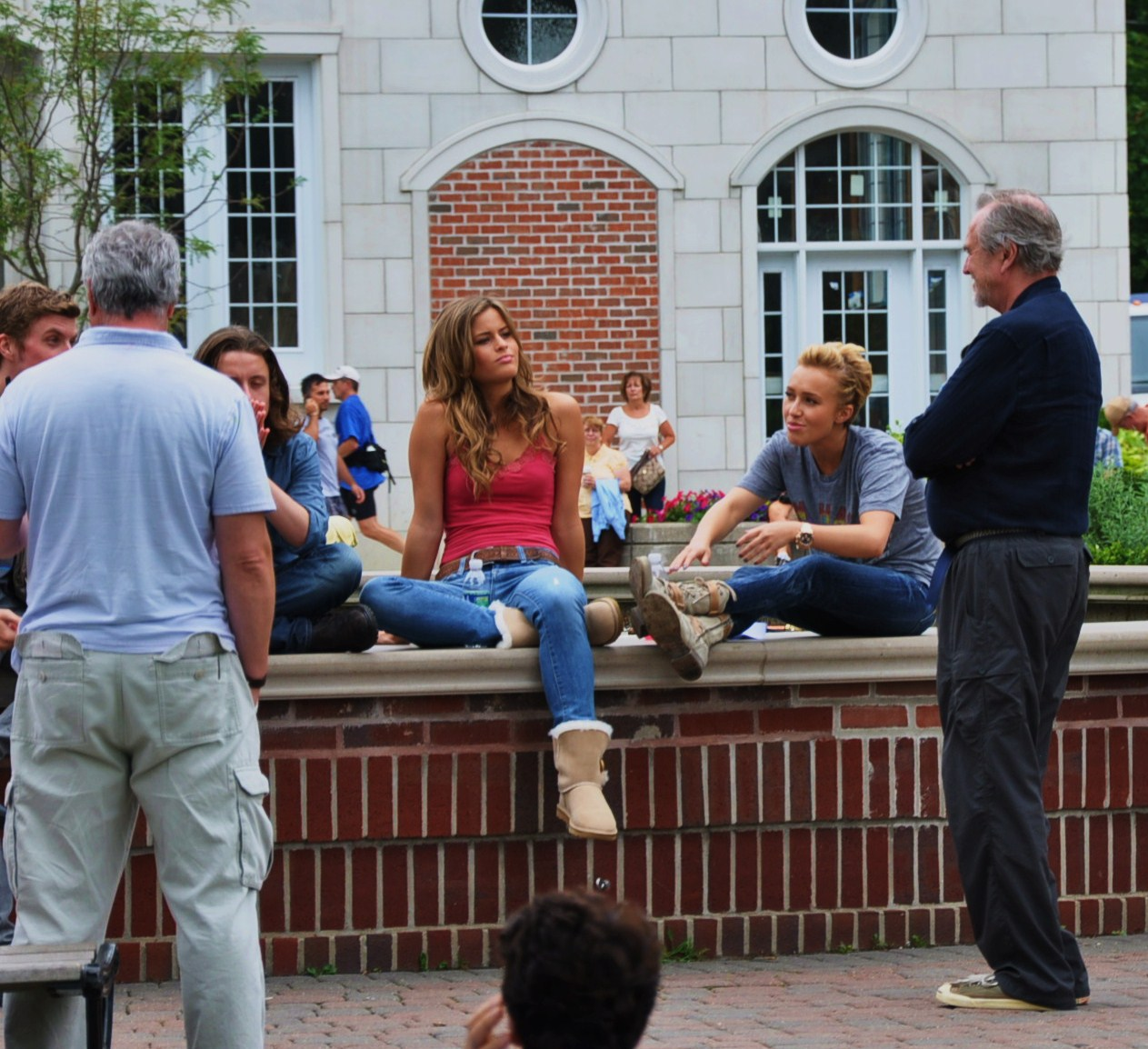
Marielle pendant le tournage de Scream 4 en juillet 2010.

Elle pose ensuite en 2011 pour le célèbre magazine pour hommes Men's Health et est choisie pour jouer un rôle secondaire dans Scream 4. Onze ans après le 3e volet, Wes Craven décide de donner à Marielle Jaffe le rôle d'Olivia Morris, l'une des nouvelles victimes de Ghostface. Marielle est alors engagée en même temps que l'acteur Anthony Anderson. Le film d'horreur sort le 13 avril 2011 en France et le 15 avril 2011 aux États-Unis. Malheureusement, comparé aux trois premiers volets, il est un échec au box-office en amassant 38,2 millions de dollars en Amérique du Nord et 97,2 millions de dollars dans le monde, signant donc le pire score au box-office de toute la franchise à ce jour. Toutefois, il n'est pas non plus un échec global puisqu'il reçoit tout de même d'assez bonnes critiques et est même nommé aux Teen Choice Awards en 2011 dans la catégorie du Meilleur film d'horreur.
Par la suite, elle apparaît dans deux vidéos du site américain Funny or Die Presents… : dans la première vidéo, elle apparaît au côté de l'acteur Taylor Lautner dans la fausse bande annonce de la suite du film Jusqu'au bout du rêve avec Kevin Costner qui est lui aussi présent à la fin de la vidéo. Elle y joue le rôle de la petite amie de Taylor Lautner qui est lui dans le rôle du fils de Costner. La fameuse vidéo s'intitule Field of Dreams 2 : Lockout. Dans la seconde vidéo, elle apparaît aux côtés de Kyle Gallner et Sara Paxton entre autres, dans Hollywood Takes a Stand Against Planking.
En 2012, elle obtient le rôle récurrent de Clementine dans la cinquième et dernière saison de la série télévisée La Vie secrète d'une ado ordinaire au côté de Shailene Woodley. Toujours en 2012, on apprend que Marielle intègre le casting de What About Love, un film dramatique de Klauz Menzel, réalisateur encore inconnu. Elle interprètera Tanner, fille de Linda Tarlton (interprétée par Sharon Stone) et Peter Tarlton (interprété par Andy Garcia). Tout d'abord prévu pour 2013 puis 2015 et février 2016, le film n'est encore jamais sorti et est toujours en cours de post-production à ce jour. En 2013, elle joue pour le clip de Dustin Tavella, Everybody Nows (Douchebag) dans lequel Danny Trejo et Selena Gomez apparaissent eux aussi,. En 2014, elle joue dans le septième épisode de la quinzième saison des Experts puis dans l'épisode 13 de la seconde saison de About a Boy, diffusé le 10 février 2015 aux Etats-Unis.

### Vie privée
Marielle Jaffe est en couple avec le scénariste et directeur de clip vidéo TK McKamy et l'a épousé en 2016. Le couple accueille son premier enfant en 2018, un petit garçon prénommé Judah, puis une petite fille en 2021 prénommée Noa.

## Filmographie

### Cinéma
- 2010 : Percy Jackson : Le Voleur de foudre (Percy Jackson and the Olympians: The Lightning Thief) de Chris Columbus : Aphrodite girl (caméo)
- 2011 : Scream 4 de Wes Craven : Olivia Morris
- 2018 : Higher Power de Matthew Santoro : Rhea Steadman
- 2021 : Deadly Ride de Christine Conradt : Danny

### Courts métrages
- 2011 : Jusqu'au bout du rêve 2 (Field of Dreams 2: Lockout) : La femme du fermier de l'Iowa (parodie du film Jusqu'au bout du rêve)

### Télévision
- 2009 : Scrubs : Une infirmière sexy (saison 8, épisode 17, non créditée)
- 2010 : Prise au piège (Locked Away) : Nikki (téléfilm)
- 2010 : 10 Things I Hate About You : Justine (invitée saison 1, épisode 19)
- 2012 - 2013 : La Vie secrète d'une ado ordinaire (The Secret Life of the American Teenager) : Clementine (récurrente saison 5, 12 épisodes)
- 2014 : Les Experts (CSI : Crime Scene Investigation) : Daycia Fox (invitée saison 15, épisode 7)
- 2015 : About a Boy : Katie (invitée saison 2, épisode 13)

### Présentatrice
| Année | TV                                                          | Titre original | Réalisateur | Rôle      | Observations             |
| ----- | ----------------------------------------------------------- | -------------- | ----------- | --------- | ------------------------ |
| 2010  | Girls Gone Wild : The Search of the Hottest Girl in America |                |             | Elle-même | Saison 1, épisode 9 à 11 |